# Salisbury City FC
Salisbury City Football Club, var en engelsk fotbollsklubb grundad 1947, men på grund av finansiella problem valde styrelsen att upplösa klubben 2014. 
Hemmamatcherna spelas på The Raymond McEnhill Stadium i Salisbury. Smeknamnet är ”The Whites”. 
Salisbury City har spelat fyra säsonger i Football Conference, den femte nivån i Englands ligasystem för fotboll och vid två tillfällen, både 2010 och 2014, tvångsnedflyttats på grund av finansiella problem. 
Efter att spelet för säsongen 2013/14 var avslutat misslyckades klubben med att betala sina skulder till Football Conference och till andra fordringsägare. Därför tog styrelsen för Football Conference den 13 juni 2014 beslut om att flytta ned Salisbury City till Conference South och när ägarna till klubben tre veckor senare fortfarande inte kunde redovisa ekonomiska garantier för att fullfölja säsongen 2014/15 tog samma styrelse den 4 juli 2014 beslut om att utesluta klubben helt ur sitt ligasystem som omfattar femte och sjätte nivåerna i Englands ligasystem för fotboll. Nästa säsong grundades klubben på nytt; Salisbury FC, i County Leagues (den nionde nivån i det engelska systemet). 

## Meriter
- Southern Football League Premier Division 2006
- Southern League Southern Division 1995
- Western Football League 1958, 1961